# Вологез IV
Вологез IV — царь Парфии из династии Аршакидов. Правил со 191 по 208 год н. э.
Вологез IV сменил на троне своего отца Вологеза III и, стремясь взять реванш у Рима, стал активно готовиться к войне. В 195 году в Римской империи вспыхнуло восстание Клодия Альбина, и Вологез IV, воспользовавшись этим, попытался вернуть утраченную при его отце северную Месопотамию, однако встретил сильное противодействие римлян во главе с императором Септимием Севером.
Римляне, построив корабли, спустились вниз по Тигру в южную Месопотамию и захватили крупные парфянские города Селевкию, Вавилон и столицу Ктесифон. Но, несмотря на победы, римляне не предприняли попыток закрепить успех и после полного разорения парфянской Месопотамии покинули её. Как видно из действий Септимия Севера, он не ставил перед собой задачи захвата парфянских областей, а стремился лишь максимально их ослабить.
Продемонстрировав свою военную мощь, римляне во время личных переговоров между Вологезом IV и Септимием Севером согласились на мир на весьма умеренных условиях.